# Muzeum Sztuki Dekoracyjnej w Pradze
Muzeum Sztuki Dekoracyjnej w Pradze (cz.: Uměleckoprůmyslové museum v Praze; UPM) – czeskie muzeum założone w 1885 roku. Jest to wyspecjalizowana placówka mieszcząca na ulicy 17 listopada na Josefovie w Pradze. Zbiera i zachowuje dla przyszłych pokoleń – krajowe i międzynarodowe przykłady rzemiosła historycznego i współczesnego, a także sztuki użytkowej i wzornictwa przemysłowego.

## Historia
Muzeum Sztuki Dekoracyjnej w Pradze powstało w 1885 roku i odzwierciedlało szybki rozwój czeskiego społeczeństwa, a zwłaszcza rozwój produkcji przemysłowej w ostatnim trzydziestoleciu XIX wieku. Po powstaniu podobnych instytucji, np. w Brnie, Ołomuńcu i Libercu (1873), Muzeum w Pradze stało się jednym z wielu tego rodzaju instytucji muzealnych istniejących w tej prowincji monarchii Austro-Węgierskiej. W Królestwie Czeskim stało się poważnym konkurentem jednego z najstarszych czeskich muzeów – Muzeum Przemysłu w Libercu.
Niekorzystny wpływ rewolucji przemysłowej na kwestię estetyki, a tym samym jakość produktów był od dawna krytykowany przez ówczesnych artystów, teoretyków i społeczeństwo. Pomysł utworzenia stałej wystawy sztuki i rzemiosła w Pradze został zrealizowany przy okazji wystawy, zorganizowanej przez klub Arkadia w 1861 roku, w Ratuszu Staromiejskim w Pradze. Przykładem i inspiracją było utworzenie podobnej instytucji - South Kensington (teraz Victoria and Albert Museum w Londynie), która od roku 1852 prezentuje kolekcje sztuki dekoracyjnej rzemiosła i przemysłu. Dla środowiska czeskiego, najważniejsze było Österreichische Museum für Kunst und Industrie otwarte w Wiedniu w roku 1864.
W roku 1868 zorganizowana została, przez Praską Izbę Gospodarczą w Žofínie, we współpracy z muzeum wiedeńskim, wystawa eksponatów uzyskanych z Wystawy Światowej w Paryżu w 1867 roku, uzupełniona o historyczne obiekty artystyczne, głównie ze zbiorów Wojciecha Lanny (później głównego darczyńcę i propagatora UPM). Do stworzenia przyczyniła się obietnica z roku 1872 stworzenia powierzchni wystawienniczej w Rudolfinum. W 1885 roku, gdy spełniono obietnicę, Izba Handlu zabrała się do utworzenia muzeum. W latach 1897–1900 wybudowano w neorenesansowy budynek muzeum zaprojektowany przez architekta Josefa Schulza.

## Kolekcje
Stała wystawa Sztuki Dekoracyjnej w Pradze i inne specjalistyczne ekspozycje zajmują około jedną piątą zbiorów, całkowita liczba obejmuje ponad 250 tysięcy pozycji. Kolekcje obejmują szkło, porcelanę i ceramikę, stosowane grafiki i fotografie, meble, wyroby z drewna, metali i różnych materiałów; biżuteria, zegary i zegarki, tekstylia, moda i zabawki.
Od 1995 roku UPM prowadzi Galerię Josefa Sudeka (Galeria na Úvoze niedaleko Zamku Praskiego), koncentrując się na fotografii. Od 1998 roku prowadzi również w zamku w Kamenicy nad Lipou, ekspozycję prac z kutego żelaza i otwartą w 2004 roku wystawę zabawek; oraz otwartą w roku 2007 ekspozycję mebli z wieku XIX i XX. W roku 2008 muzeum uzyskało nowe oddział UPM - Muzeum Włókiennictwa w Skalici Czeskiej. Muzeum to jest jedynym czeskim muzeum poświęconym historii włókiennictwa.
Obecnie Muzeum posiada 6 stałych ekspozycji oraz bibliotekę publiczną, specjalizującą się w literaturze na temat sztuki i dziedzin pokrewnych. Zbiory biblioteki liczą ponad 170 tysięcy woluminów.